# 狭萼冠唇花
狭萼冠唇花（学名：Microtoena stenocalyx）为唇形科冠唇花属下的一个种。

## 扩展阅读
- 維基物種上的相關：狭萼冠唇花